# Eucalyptus brookeriana
Eucalyptus brookeriana är en myrtenväxtart som beskrevs av A.M. Gray. Eucalyptus brookeriana ingår i släktet Eucalyptus och familjen myrtenväxter. Inga underarter finns listade i Catalogue of Life.